# Homem lobo
Ulfhednar (singular: Ulfhedinn, homem lobo) são figuras míticas da tradição nórdica, descritos como guerreiros ferozes e quase sobrenaturais, frequentemente associados ao deus Odin. Eles são comparáveis aos berserkers, mas enquanto os berserkers eram conhecidos por vestir peles de urso, os ulfhednar usavam peles de lobo, daí o nome, que significa "mantos de lobo" em nórdico antigo. Os ulfhednar são mencionados nas sagas nórdicas e na literatura escáldica. Eles eram guerreiros de elite, muitas vezes retratados como possuidores de força e ferocidade sobrenaturais, acreditando-se que canalizavam o espírito do lobo. 
Algumas das características associadas a esses guerreiros incluem, o poder de Transformação Espiritual, Acreditava-se que os ulfhednar podiam entrar em um estado de transe, permitindo-lhes lutar com a força e ferocidade de um lobo. Teriam Resistência ao Frio e Dor, as lendas afirmam que esses guerreiros tinham uma resistência extraordinária ao frio e à dor, o que os tornava adversários formidáveis em batalha. Muitos relatos associam os ulfhednar ao culto de Odin, o deus da guerra e da sabedoria. Eles eram considerados seus guerreiros sagrados, imbuídos de poder divino. 
Na cultura popular e na arte, os ulfhednar são frequentemente retratados como homens robustos vestidos em peles de lobo, muitas vezes com elementos de lobo incorporados em sua aparência, como presas e garras. Eles simbolizam a união entre o homem e o animal, a força bruta e a habilidade de combate.Os ulfhednar eram usados em batalhas como forças de choque devido à sua brutalidade e coragem. Suas táticas incluíam ataques rápidos e ferozes, surpreendendo e desmoralizando os inimigos. Acreditava-se que a visão de um ulfhedinn em batalha poderia instigar terror entre os oponentes, dado seu comportamento quase animal. 
A lenda dos ulfhednar influenciou várias representações de guerreiros místicos na literatura e no cinema. Eles são vistos como arquétipos de guerreiros xamânicos, conectando-se ao mundo espiritual e incorporando a essência de animais poderosos para ganhar força em combate. 